# Anahí Re
Anahí Re (Buenos Aires, 28 de junio de 1978) es una arqueóloga, investigadora y docente argentina. Investigadora del Consejo Nacional de Investigaciones Científicas y Técnicas (CONICET) y docente de la Universidad de Buenos Aires. Trabaja en el Instituto Nacional de Antropología y Pensamiento Latinoamericano. Desarrolló tareas de investigación y gestión en diversas regiones de la Argentina (Patagonia, Noroeste, Cuyo y Pampa) y participó de proyectos internacionales en Chile y Estados Unidos. 
Son diversas las temáticas sobre las cuales trabaja, tales como arqueología argentina, representaciones rupestres, representaciones sobre soportes móviles, comunicación por medios materiales y tecnología de poblaciones humanas en diferentes momentos, incluyendo grupos cazadores-recolectores, sociedades dependientes de la horticultura o agricultura y poblaciones de tiempos históricos.

## Biografía
Nació el 28 de junio de 1978, en Buenos Aires, Argentina. Estudió Licenciatura en Ciencias Antropológicas, con Orientación en Arqueología en la Universidad de Buenos Aires y se doctoró en el área de arqueología en la misma institución. 

## Aportes al estudio de cazadores-recolectores en Patagonia
Con respecto a las sociedades de cazadores-recolectores, desarrolló investigaciones relativas a poblaciones de Patagonia meridional, provincia de Santa Cruz, Argentina. En particular, en el uso del espacio y la comunicación de estas sociedades a través de medios materiales, como el arte rupestre.
En esa región realizó estudios que incluyen sistematizaciones sobre motivos rupestres hechas en su tesis doctoral  y en otros artículos académicos y de divulgación científica.  Realizó comparaciones entre distintas variables y en contraste con otros materiales arqueológicos como diseños sobre soportes móviles, tecnología, fauna, entierros humanos, etc. A partir de estos trabajos, arribó a conclusiones en materia de distintas temáticas como comunicación, dinámica de poblaciones, interacción social, movilidad, estrategias de caza, entre otras.
En Patagonia meridional también realizó aportes a partir del estudio de la tecnología lítica de las poblaciones cazadoras-recolectoras. También participó de trabajos en la provincia de Neuquén, en el norte de Patagonia, que han abordado la comunicación a través del arte rupestre.
Estudió el arte rupestre de los últimos 2.000 años del área de Las Juntas en la provincia de Salta y en el norte de San Juan y sur de La Rioja . También colaboró en tareas de conservación y gestión en diversas regiones de la Argentina como Jujuy , San Juan, Salta y Santa Cruz.